# Gwiazdy zmienne typu WZ Sge
Gwiazdy zmienne typu WZ Sge (UGWZ) – podgrupa gwiazd zmiennych typu SU Ursae Majoris. Prototypem tej klasy gwiazd jest WZ Sagittae.
Gwiazdy typu WZ Sge są zmiennymi kataklizmicznymi utworzonymi przez białego karła oraz chłodną i mało masywną gwiazdę ciągu głównego lub brązowego karła. Dysk akrecyjny rotujący wokół białego karła jest utworzony z gazu spływającego z gwiazdy towarzyszącej białemu karłowi. Gaz odbierany chłodnemu towarzyszowi ma temperaturę poniżej temperatury jonizacji. W wyniku przepływu gazu dochodzi do jego zagęszczenia, jonizacji gazu oraz wyraźnej zmiany warunków przepływu gazu przez dysk akrecyjny. Gdy zwiększa się tempo procesu przepływu gazu na powierzchnię białego karła, dochodzi do cyklicznych rozbłysków nazywanych również wybuchami. Wybuchy te w układach typu WZ Sge obserwujemy z różną częstotliwością.
Ze względu na duże odstępy czasu między kolejnymi pojaśnieniami dochodzące do dziesiątek lat, gwiazdy zmienne WZ Sge są najmniej aktywną grupą spośród wszystkich grup nowych karłowatych. Jest to spowodowane bardzo małym przepływem masy do dysku i w efekcie jego powolnym wzrostem. Oznacza to, że układy typu WZ Sge mogą przez setki milionów lat istnieć w takiej konfiguracji, generując obserwowane pojaśnienia.
Przykładami gwiazd zmiennych typu WZ Sge są: AL Comae Berenices, EG Cancri, BW Sculptoris oraz V466 Andromedae.